# Сіджас

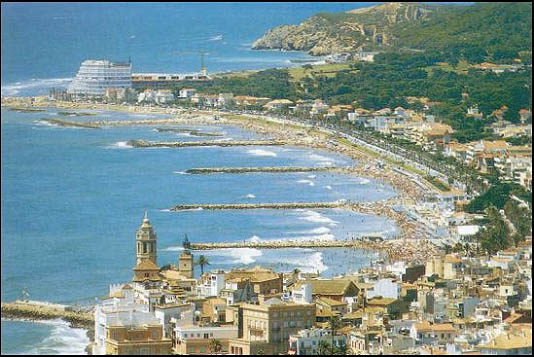
Пляжі в Сіджас

Сі́джас (кат. Sitges, вимова літературною каталанською ['siʤəs]) — муніципалітет, розташований в Автономній області Каталонія, в Іспанії. Місто знаходиться за36 км від Барселони. Код муніципалітету за номенклатурою Інституту статистики Каталонії — 82704. Знаходиться у районі (кумарці) Ґарраф (коди району — 17 та GF) провінції Барселона, згідно з новою адміністративною реформою перебуватиме у складі баґарії (округи) Барселона. За кількістю населення у 2007 р. місто займало 46 місце серед муніципалітетів Каталонії. За даними 2023 року у місті проживає 31 954 особи.

## Населення
За останні десять-п'ятнадцять років населення Сіджесу побільшало майже вдвічі і стало багатонаціональним: близько 35% жителів міста — вихідці з Великобританії, Нідерландів, Франції та Скандинавських країн. У місті функціонує кілька міжнародних шкіл.
Вартість нерухомості в Сіджесі з лютого 2008 року вважається найвищою в Іспанії: середня ціна за квадратний метр - 5467 євро (дані від 5 березня 2008 року). Це призвело до еміграції частини місцевого населення, яка була змушена перебратися до інших регіонів, щоб отримати доступ до дешевшого житла.

## Культура
Сіджес має репутацію міста мистецтв. Понад сто років у лютому-березні у місті проводиться щорічний карнавал. У XIX - початку XX століття в Сіджесі протягом багатьох років проводив літо каталанський художник-постімпресіоніст Сантьяго Русіньоль.Під час диктатури Франко Сіджес став осередком контркультури 1960-х років. Сіджес є штаб-квартирою Міжнародного кінофестивалю в Каталонії, однієї з найважливіших подій кінематографічної Європи. Цей фестиваль є піонером показів фільмів таких жанрів, як фантастика, наукова фантастика та жахи. Організований 1968 року Педро Серрамалера як «Міжнародний тиждень фантастичних фільмів».

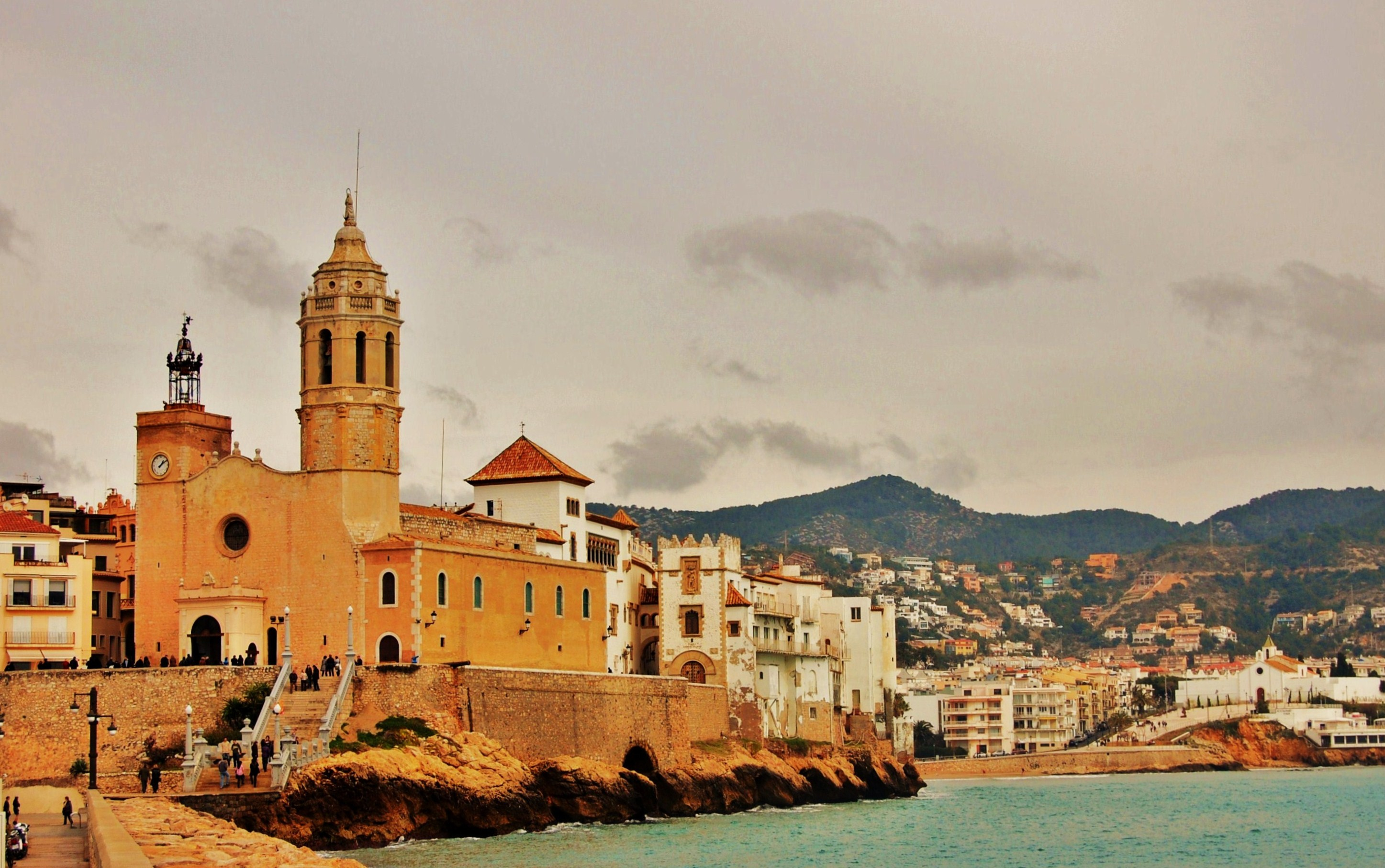

## Туризм
Основа економіки міста - туризм. У Сіджесі налічується понад 4500 готельних номерів, половина з них у чотирьохзіркових готелях. Тверда прихильність до якості сервісу перетворила Сіджес на першокласне місце Середземномор'я для проведення конгресів, конференцій та семінарів. Зараз Сіджес - один з найвідоміших курортів Каталонії. З 1990-х років Сіджес є одним із центрів гей-туризму в Європі. Також у місті проживає велика ЛГБТ спільнота. Тут проводиться щорічний гей-прайд. На території міста є нудистський пляж.

## Посилання

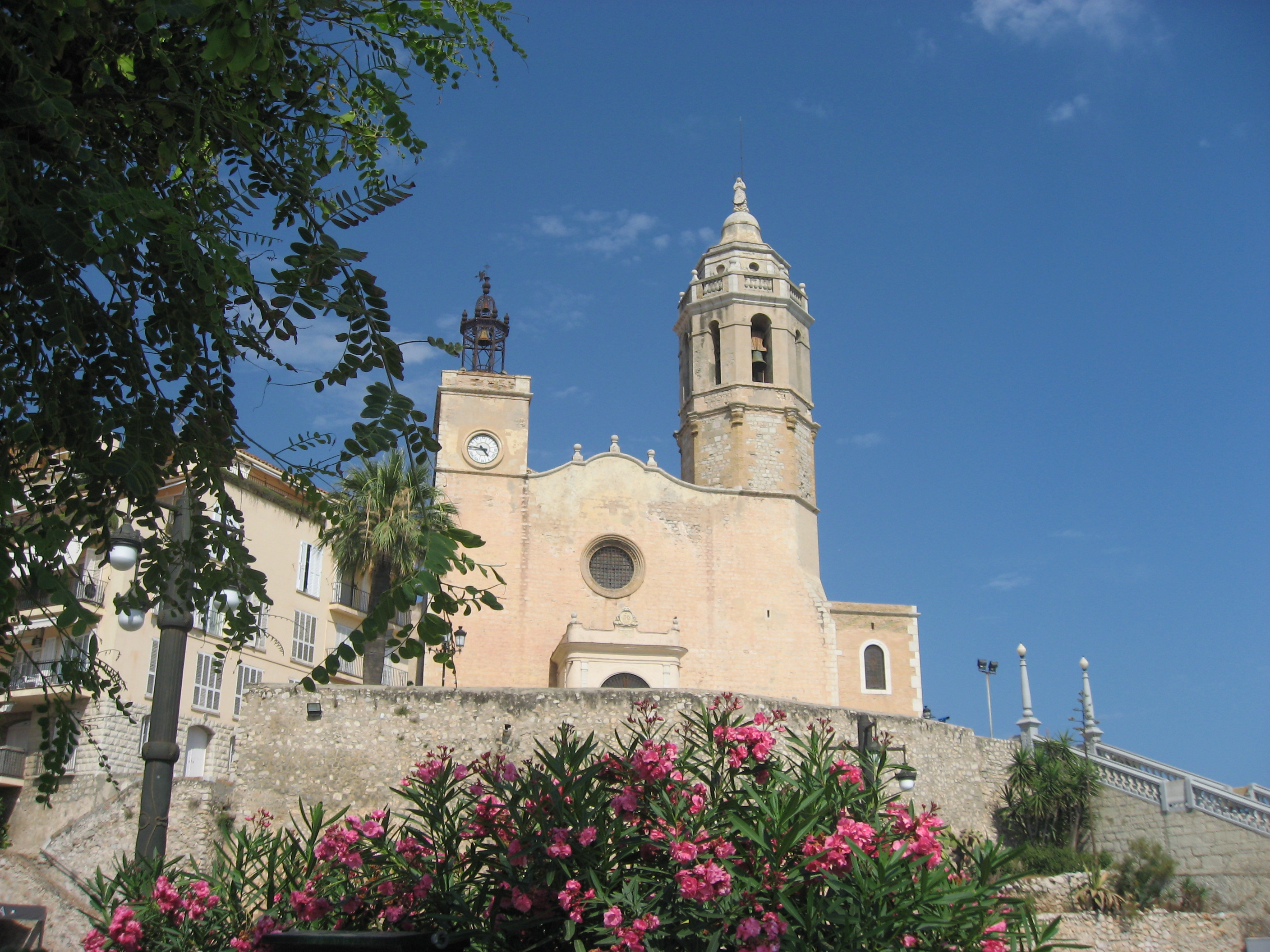